# لودفيج فون بيرتالانفي
كان كارل لودفيج فون بيرتالانفي (19 سبتمبر 1901 - 12 يونيو 1972) عالم أحياء نمساويًا يُعرف باسم أحد مؤسسي نظرية النظم العامة (GST). هذه ممارسة متعددة التخصصات تصف الأنظمة ذات المكونات المتفاعلة، والتي تنطبق على علم الأحياء، وعلم التحكم الآلي والمجالات الأخرى. اقترح بيرتالانفي تطبيق القوانين الكلاسيكية للديناميكا الحرارية على الأنظمة المغلقة، ولكن ليس بالضرورة على «النظم المفتوحة» مثل الكائنات الحية. لا يزال نموذجه الرياضي لنمو الكائن الحي بمرور الوقت، والذي نشر في عام 1934، قيد الاستخدام حتى اليوم.

## روابط خارجية
- لودفيج فون بيرتالانفي على موقع الموسوعة البريطانية (الإنجليزية)
- لودفيج فون بيرتالانفي على موقع مونزينجر (الألمانية)